# Steifer Augentrost
Der Steife Augentrost (Euphrasia stricta; synonym Euphrasia ericetorum), genannt auch Heide-Augentrost, ist eine Pflanzenart aus der Gattung Augentrost (Euphrasia) in der Familie der Sommerwurzgewächse (Orobanchaceae).

## Beschreibung
Der Steife Augentrost ist eine 5 bis 30 cm große, halbparasitäre Pflanze. Die gesamte Pflanze ist oft dunkel weinrot gefärbt. Sie fällt vor allem durch die aufrecht stehenden Seitenäste und die aufrechten bis anliegenden Deckblätter auf. Die Deckblätter haben einen keiligen Grund, sind beidseitig mit vier bis sechs Zähnen besetzt, die wiederum eine oftmals dunkelrote Granne aufweisen. Sowohl Deckblätter als auch die am Stängel stehenden Laubblätter sind unbehaart, nur gelegentlich ist auch der Rand kurz behaart.
Die Blütenstände stehen endständig nach mindestens fünf Internodien. Die Krone ist lila oder weiß gefärbt und meist 7 bis 10 mm lang.
Die Chromosomenzahl beträgt 2n = 44.

## Vorkommen
Die früher gelegentlich, wie der Gemeine Augentrost, kurz lateinisch Euphrasia („Augentrost“) genannte Art kommt in Europa und Westasien vor. Sie wächst auf Halbtrockenrasen, Magerrasen und an Wegesrändern in Höhen bis 1700 m. Sie bevorzugt frische bis trockene, nährstoffarme Böden. Sie kommt vor in Gesellschaften des Verbands Mesobromion wie auch der Ordnung Nardetalia.